# 20 Y.O.
A 20 Y.O. című album Janet Jackson amerikai énekesnő tizenkettedik  albuma és kilencedik stúdióalbuma. A cím utalás arra, hogy húsz év telt el Jackson első sikeres albuma, a Control megjelenése óta, egyben azt is kifejezi, hogy az énekesnő ennyi idősnek érzi magát.

## Felvételek
Jackson 2004-ben kezdett dolgozni az albumon partnere, Jermaine Dupri és más híres producerek segítségével. A terv az volt, hogy modern R&B- és dance-hangzású albumot hoznak létre, egyben visszanyúlnak a gyökerekhez, ahhoz a hangzásvilághoz, ami híressé tette az énekesnőt.
Az album nagy részét Dupri atlantai stúdiójában vették fel, de Jimmy Jam és Terry Lewis is dolgozott rajta Los Angelesben. Janet dolgozott Kwamével, Kanye Westtel és a Track Starzzal is, de ezek közül a dalok közül végül egy sem került fel az albumra.
A 20 Y.O. megjelenésével lejárt Jackson szerződése a Virgin Recordsszal. Az énekesnő ezután megvált a kiadótól.

## Promóció
2006. május 1-jén Janet a hivatalos oldalán elérhetővé tette letöltésre Weekend című számát, ami Debbie Deb 1984-ben megjelent Lookout Weekend című számának feldolgozása. A dal végül nem került fel az albumra.
2006. július 19-én a Yahoo! bejelentette, hogy a rajongók tervezhetnek borítót Jackson új albumához. A versenyhez felhasználható fotókat is biztosítottak. A négy győztest maga az énekesnő választotta ki, és az album első egymillió példányát ezekkel a borítókkal adták ki. A győztesek nyertek egy utazást is New Yorkba, ahol találkozhattak Janettel.
Jackson az album megjelenése előtt több magazin címlapján is szerepelt (Us, VIBE, Giant, W, FHM, Jezebel, OK!, Ebony, King, Sophisticates Black Hair, Movieline/Hollywood Life, Hype Hair, Men's Fitness, Vanity Fair Italy, Unleashed, Upscale, 944, Out és In Touch). Az album egyik dala, a This Body egyébként arról szól, hogy egy férfi vesz egy magazint, aminek Janet van a címlapján, mert annyira vonzónak találja. A magazincikkek nagyrészt Jackson gyors fogyásáról, a Duprihoz fűződő kapcsolatáról, az új albumról és arról szóltak, milyen érzés 40 évesnek lenni. Az Us magazin történetében ebből a számból kelt el a legtöbb.
Az album videóklipjeit az MTV eleinte nem játszotta, mert a lemezkiadó nem kötött velük szerződést, a VH1 és a BET azonban igen. Az MTV-s szerződés hiánya miatt Jackson több időt töltött a főleg feketék számára készülő BET csatornával, több műsort is forgatott nekik, például a videóklipek készítéséről.
Az USA-ban számos üzletlánc különféle bónuszokat adott az albumhoz: a Target koncertjegyeket, a Best Buy egy kódot, amivel a Call on Me négy remixét lehetett letölteni, a Wal-mart egy kódot, amivel a Call on Me egy remixe és egy videóklip volt letölthető, a Circuit City a Call on Me (Full Phat Mix) letölthetőségét, a FYE pedig az albumborító képéről készült litográfiát adta az albumhoz ajándékba.

## Fogadtatása
Az albumból a megjelenése utáni első héten majdnem 300 000 példány kelt el, ezzel az Egyesült Államokban a Billboard 200 második helyén nyitott. Ez lett Jackson egymás utáni nyolcadik olyan albuma, ami a Top 3-ban debütált, és az egymás utáni második, ami a 2. helyen; egyben ez az egymás utáni nyolcadik platinalemez albuma. 2006. december 7-én Grammy-díjra jelölték legjobb R&B-album kategóriában.
2007. március 31-éig az EMI jelentése alapján világszerte 1,2 millió példány kelt el az albumból. Az USA-ban platinalemez.
Több kritika rámutatott, hogy az album címe ellenére a visszatérés a gyökerekhez nem igazán sikerült, a dalok hangzásvilága mai R&B, semmi köze nincs az 1980-as évekbeli Janet Jacksonhoz. A Rolling Stone, mely csak 2 csillagot adott az albumnak, megjegyezte: „Janet Jackson új albumának címe arra a két évtizedre utal, ami eltelt áttörő albuma, a Control és olyan számok megjelenése óta, mint a Nasty vagy a What Have You Done for Me Lately. Az ő helyében mi nem vállalkoznánk az összehasonlításra.” A Newsday véleménye hasonló, bár pozitívabb: „Jackson talán nem akar a múltban időzni, elvégre, mint azt a 20 Y.O. mutatja, a jövő még jobb lehet.”

## Változatok
A normál kiadáson 16 szám található. Ez a verzió megjelent a rajongók által tervezett 4 borítóval is. A Japánban megjelent változaton szerepel 2 bónuszdal, a Roll Witchu és a Days Go By. A Deluxe Edition változat hagyományos CD-tok helyett aranyszín borítójú kartondobozban található, mellette 48 oldalas keményfedeles kiskönyv színes fényképekkel és dalszövegekkel, valamint egy DVD, a Janet: 20 Y.O.: The Project, melyen az album előkészületei láthatóak. A Deluxe Edition Japánban megjelent változatán ezen kívül szerepel a két bónuszdal, és mellékelték hozzá a dalszövegek japán fordítását, valamint egy albumkritikát is.

## Számlista
| #                        | Cím                           | Szerzők | Hossz |
| ------------------------ | ----------------------------- | --- | ----- |
| 1.                       | (Intro) 20                    | Janet Jackson, James Harris III, Terry Lewis                                                                                         | 0:52  |
| 2.                       | So Excited (feat. Khia)       | Jackson, Jermaine Dupri, James Phillips, Johnta Austin, Harris, Lewis, Khia Chambers, Herbie Hancock, Michael Beinhorn, Bill Laswell | 3:16  |
| 3.                       | Show Me                       | (Jackson, Dupri, Manuel Seal, Jr., Austin, Harris, Lewis                                                                             | 3:38  |
| 4.                       | Get It Out Me                 | Jackson, Dupri, Seal, Austin, Harris, Lewis                                                                                          | 3:04  |
| 5.                       | Do It 2 Me                    | Jackson, Dupri, Seal, Brenda Russell                                                                                                 | 4:06  |
| 6.                       | This Body                     | Jackson, Dupri, Phillips, Austin, Harris, Lewis                                                                                      | 4:10  |
| 7.                       | 20 Part 2 (Interlude)         | Jackson, Harris, Lewis | 0:27  |
| 8.                       | With U                        | Jackson, Dupri, Seal, Austin, Harris, Lewis                                                                                          | 5:08  |
| 9.                       | Call on Me (duett Nellyvel)   | Dupri, Austin, Phillips, Cornell Haynes, Jr., Harris, Lewis                                                                          | 3:30  |
| 10.                      | 20 Part 3 (Interlude)         | Jackson, Harris, Lewis | 0:28  |
| 11.                      | Daybreak                      | Jackson, Harris, Lewis, Austin | 4:21  |
| 12.                      | Enjoy                         | Jackson, Harris, Lewis, Bobby Ross Avila, Issiah J. Avila                                                                            | 4:54  |
| 13.                      | 20 Part 4 (Interlude)         | Jackson, Harris, Lewis | 0:43  |
| 14.                      | Take Care                     | Jackson, Harris, Lewis | 5:46  |
| 15.                      | Love 2 Love                   | Jackson, Harris, Lewis, Austin | 5:03  |
| 16.                      | (Outro) 20 Part 5             | Jackson, Harris, Lewis | 1:03  |
| Japán változat           |                               | |       |
| 17.                      | Roll Witchu                   | | 4:30  |
| 18.                      | Days Go By                    | | 4:16  |
| iTunes exkluzív változat |                               | |       |
| –                        | Call on Me (videóklip)        | | 4:00  |
| –                        | Interactive Booklet – 20 Y.O. | |       |

## Kiadatlan számok
- Weekend (interneten hivatalosan letölthető volt)
- Stuck Inside the Groove
- You Crossed the Line
- Clap Your Hands
- Cím nélkül; producere Dr. Dre

## Kislemezek
Az album első kislemeze, a Call on Me, egy duett Nellyvel június 19-én debütált a rádiókban, és a 25. helyig jutott a Billboard Hot 100-on, valamint listavezető lett a Billboard Hot R&B/Hip-Hop Songs slágerlistán (2006 szeptemberében).
A második kislemez, a So Excited elsőként a So So Def Radio műsorban volt hallható az atlantai V-103 adón, 2006. augusztus 19-én, majd augusztus 21-én a Myspace-en is megjelent. A dal a 90. helyig jutott a Billboard Hot 100-on, ahol három hétig szerepelt, hol felkerülve a listáról, hol kiszorulva róla. A Billboard Hot R&B/Hip-Hop slágerlistán a 34. lett. Legnagyobb sikerét a Billboard Hot Dance Tracks Chart slágerlistán aratta, ahol ez lett Jackson tizenhetedik listavezetője és harmincadik Top 10 dala.
Harmadik kislemezként Észak-Amerikában a With U jelent meg, amit december 11-én és 12-én küldtek el a rádióknak és a 65. helyig jutott a Billboard Hot R&B/Hip-Hop slágerlistán. Külföldön az Enjoy jelent meg az album harmadik kislemezeként.
- Call on Me (2006)
- So Excited (2006)
- Enjoy (2006)
- With U (2006)

## Helyezések
| Slágerlista                           | Legfelső helyezés | Eladási adatok |
| ------------------------------------- | ----------------- | -------------- |
| Ausztrália                            | 55                |                |
| Belgium (Flandria)                    | 67                |                |
| Belgium (Vallónia)                    | 22                |                |
| Egyesült Királyság                    | 63                |                |
| Franciaország                         | 32                | 8000           |
| Görögország, külföldi albumok listája | 24                |                |
| Hollandia                             | 34                |                |
| Írország                              | 87                |                |
| Japán                                 | 7                 | 96 000         |
| Kanada                                | 4                 |                |
| Lengyelország                         | 72                |                |
| Németország                           | 46                |                |
| Olaszország                           | 21                |                |
| Svájc                                 | 35                |                |
| Svédország                            | 57                |                |
| Szingapúr                             | 1                 |                |
| Tajvan, külföldi albumok listája      | 9                 |                |
| USA Billboard 200                     | 2                 | 650 000        |
| Európa TOP 100                        | 43                |                |
| Nemzetközi egyesített slágerlista     | 2                 | 1 200 000+     |